# Conisch

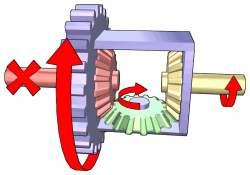
Links geblokkeerd differentieel

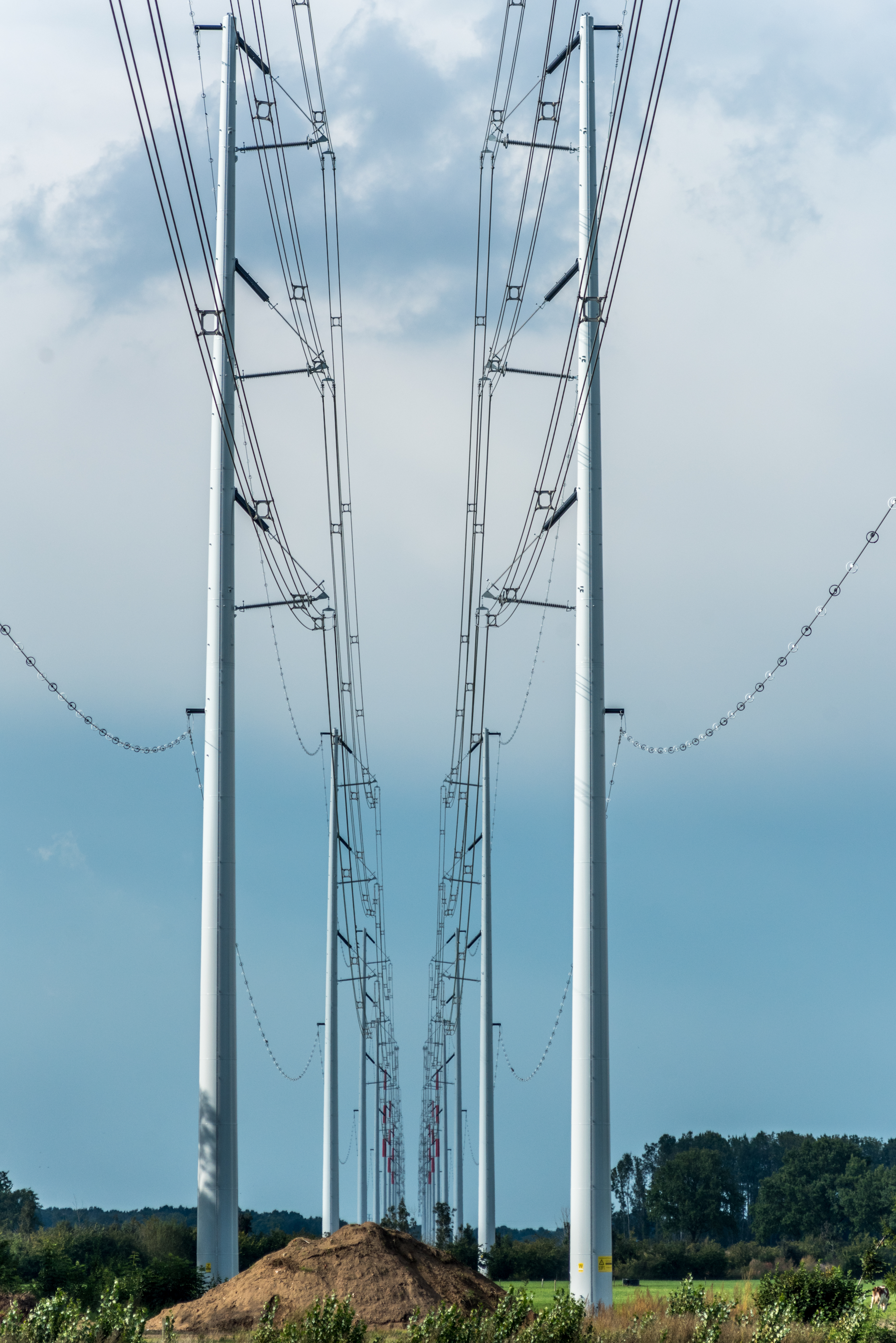
Conische buizen als hoogspanningsmast (Wintrack-ontwerp)

Conisch wil zeggen geleidelijk toenemend in diameter (in tegenstelling tot cilindrisch), kegelvormig.
In een differentieel van een auto zitten bijvoorbeeld conische tandwielen, die ervoor zorgen dat een auto makkelijk door een bocht kan rijden.
Ook zijn er conische lagers die zijwaartse druk kunnen opvangen.
Ook knelkoppelingen, die gebruikt worden bij waterleidingen en leidingen voor de centrale verwarming, zijn tweezijdig conisch, waardoor ze bij aandraaien goed afsluiten.

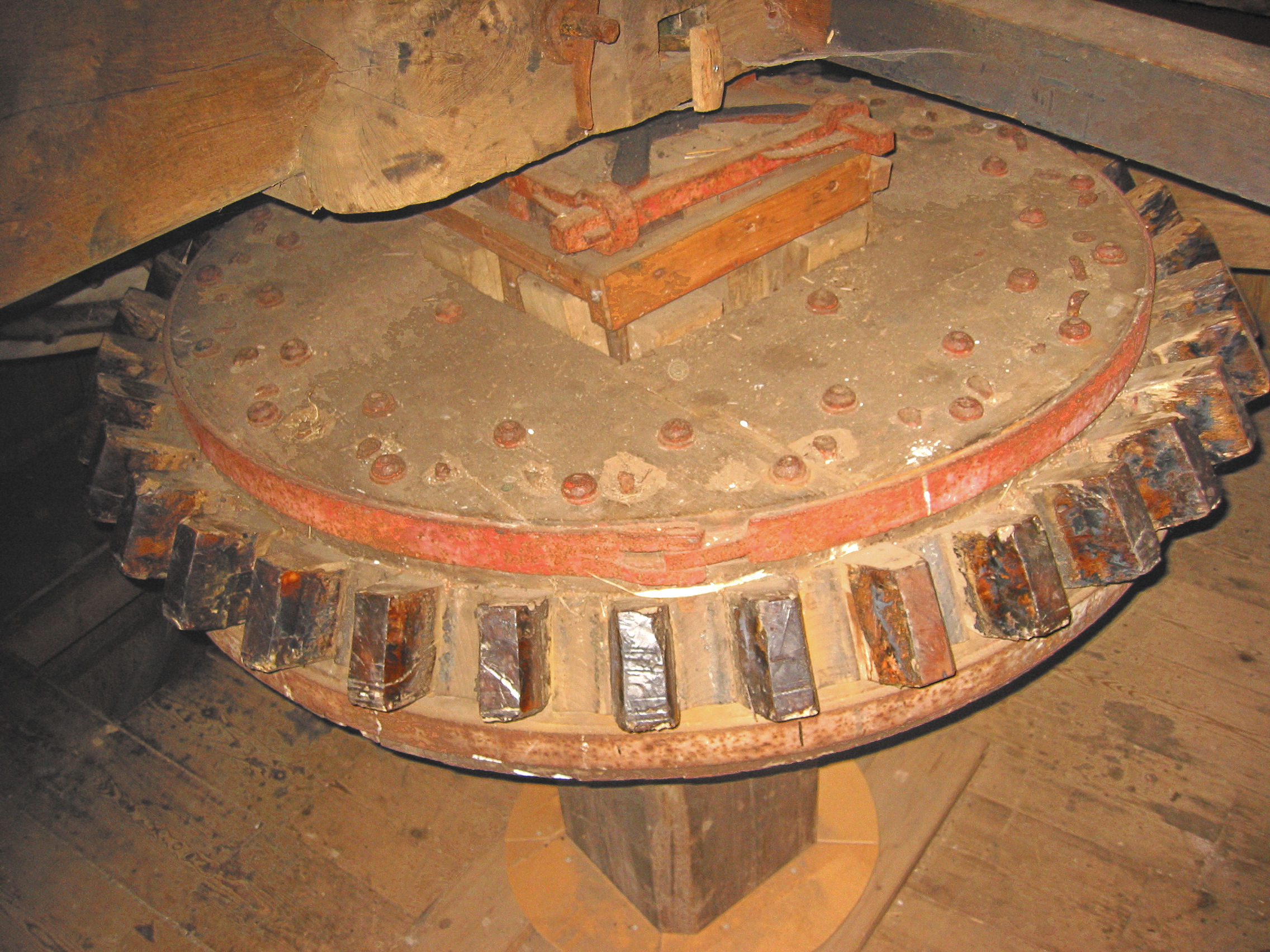
Conische bonkelaar van de Walderveense molen